# Carl August von Eschenmayer

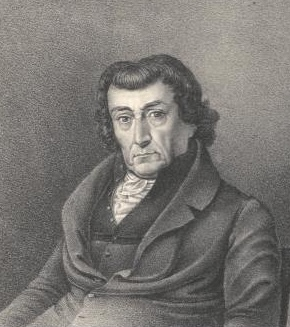
Carl August von Eschenmayer

Carl August Eschenmayer, ab 1812 von Eschenmayer, (auch: Adolph (Adam) Karl August (von) Eschenmayer, * 4. Juli 1768 in Neuenbürg/Herzogtum Württemberg; † 17. November 1852 in Kirchheim/Teck) war ein deutscher Arzt, naturphilosophischer Mediziner und Philosoph.

## Leben
Eschenmayer immatrikulierte sich im Oktober 1783 an der Universität Tübingen, um Philosophie zu studieren. Nach dem Tod seines Vaters wechselte er auf Druck seiner Verwandtschaft zu einer kaufmännischen Ausbildung nach Stuttgart, wo er Gelegenheit hatte, Lehrvorträge an der Karlsschule zu hören. Unter dem Einfluss Schillers, der an der Karlsschule studierte, nahm Eschenmayer zwei Jahre später, nun volljährig, ein Medizinstudium an der Karlsschule auf, das er nach der Aufhebung der Karlsschule 1794 an der Universität Tübingen fortsetzte und dort im März 1796 mit der Promotion und, im November desselben Jahres, dem Staatsexamen abschloss. Nach einem Studienaufenthalt in Göttingen ließ er sich 1797 als praktischer Arzt in Kirchheim nieder, von wo er bald als Oberamtsarzt nach Sulz befördert wurde. 1798 heiratete er Johanna Christiana Friderica Bilfinger, eine Ehe die kinderlos blieb. 1800 kehrte Eschenmayer nach Kirchheim zurück, wo er Stadtphysikus und Leibarzt von Herzogin Franziska wurde.
1811 wurde er als außerordentlicher Professor für Medizin und Philosophie an die Universität Tübingen berufen und 1818 zum ordentlichen Professor für praktische Philosophie ernannt. 1812 erhielt von Eschenmayer das Ritterkreuz des Württembergischen Zivil-Verdienstordens, welches mit dem persönlichen Adelstitel verbunden war. 1820 wurde ihm das Ritterkreuz des Ordens der Württembergischen Krone verliehen.
Eschenmayer beschäftigte sich mit tierischem Magnetismus und verwendete die „magnetische Kur“ nach seiner Emeritierung 1836 auch in seiner Praxis. Gemeinsam mit seinem Freund Justinus Kerner untersucht er die Seherin von Prevorst. Wie Kerner („Kernbeißer“) wird auch Eschenmayer („Professor Eschenmichel“) im Münchhausen von Karl Immermann verspottet. Als „Professor E.“ findet er sich in Wilhelmine Canz’ Roman Eritis sicut Deus.

## Leistungen
Eschenmayer ist Schüler von Friedrich Wilhelm Joseph Schelling. Er setzte sich vor allem mit Schellings Identitätsphilosophie auseinander, aber auch mit den Lehren von Friedrich Heinrich Jacobi. Damals versuchte Jacobi, „das diskursive Denken und den Atheismus der Aufklärer durch das intuitive ›unmittelbare Wissen‹ und das übernatürlich-religiöse Erleben zu überwinden“. Dem schloss sich Eschenmayer an:
„Das Erkennen erlöscht aber erst im Absoluten, wo es mit dem Erkannten identisch wird ... Was über diesen Punkt hinausliegt, kann daher kein Erkennen mehr sein, sondern ein Ahnden oder Andacht.“
Eschenmeyer bewog Schelling zu einem Umdenken, indem dieser die Zweiheit der Philosophie akzeptierte. Schelling kam damit trotz aller Polemik gegen Eschenmayer der Kritik seiner Identitätsphilosophie durch Hegel zuvor. Eschenmayer, der seine gehobene Stellung u. a. dem Prestige verdankt, die Schelling der Medizin zumindest in den Augen der literarischen Öffentlichkeit der Romantik einräumte, war einer der letzten, die Schellings Lehren neben Heinrich Steffens und Gotthilf Heinrich von Schubert unterstützten, nachdem die naturwissenschaftliche und nicht die naturphilosophisch ausgerichtete Medizin vorzuherrschen begann. Bekannt ist in diesem Zusammenhang auch, dass Wilhelm Griesinger (1818–1868) sich in Tübingen weigerte, die psychiatrischen Vorlesungen Eschenmayers zu hören.
Die Abhandlung Die Philosophie in ihrem Uebergang zur Nichtphilosophie aus dem Jahre 1803 befasst sich mit den Grenzen der Philosophie und zeigt auf, wie sie sich in Nichtphilosophie auflöst. Eschenmayer gilt als Vorbote und Begriffsbildner dieses Konzepts, welches von den französischen Philosophen Gilles Deleuze und François Laruelle in der zweiten Hälfte des 20. Jahrhunderts in den Mittelpunkt des Diskurses gerückt wurde. Die Nichtphilosophie stellt viele philosophische Dogmen in Frage.

## Werke
- Säze aus der Natur-Metaphysik auf chemische und medicinische Gegenstände angewandt. Jakob Friedrich Heerbrandt, Tübingen 1797 (Digitalisat).
- Versuch, die Geseze magnetischer Erscheinungen aus Säzen der Naturmetaphysik, mithin a priori zu entwikeln. Jakob Friedrich Heerbrandt, Tübingen 1798 (Digitalisat)
- Die Philosophie in ihrem Ubergange zur Nichtphilosophie. Walthersche Kunst- und Buchhandlung, Erlangen 1803 (Digitalisat), neu hg. als Taschenbuch bei Legare Street Press, 2023, ISBN 978-1021833990
- Versuch die scheinbare Magie des thierischen Magnetismus aus physiologischen und psychischen Gesetzen zu erklären. Johann Georg Cotta, Tübingen 1816 (Digitalisat).
- System der Moralphilosophie. Johann Georg Cotta, Stuttgart und Tübingen 1818 (Digitalisat).
- Psychologie in drei Theilen, als empirische, reine, angewandte. Zum Gebrauch seiner Zuhörer. Stuttgart und Tübingen, Johann Georg Cotta 1817 (Digitalisat), 2. Aufl. 1822
- Religionsphilosophie. 3 Bände, Theil 1: Rationalismus (Digitalisat); Theil 2: Mystizismus (Digitalisat); Theil 3: Supernaturalismus oder die Lehre von der Offenbarung des A. und N. Testaments (Digitalisat), Heinrich Laupp, Tübingen 1818–1824
- Ueber die Abschaffung der Todesstrafen aus Veranlassung des Antrags der Kammer der Abgeordneten von Frankreich. Heinrich Laupp, Tübingen 1831 (digitalisat).
- Die Hegel’sche Religionsphilosophie verglichen mit dem christlichen Princip. Heinrich Laupp, Tübingen 1834 (Digitalisat).
- Der Ischariotismus unserer Tage. Eine Zugabe zu dem jüngst erschienenen Werke: Leben Jesu von Strauß, I. Theil. Ludwig Friedrich Fues, Tübingen 1835 (Digitalisat).
- Conflict zwischen Himmel und Hölle, an dem Dämon eines besessenen Mädchens beobachtet. Nebst einem Wort an Dr. Strauß. Verlag der Buchhandlung Zu-Guttenberg, Tübingen 1837 (Digitalisat).
- Grundriss der Natur-Philosophie. Heinrich Laupp, Tübingen 1832 (Digitalisat).
- Grundzüge der christlichen Philosophie mit Anwendung auf die evangelischen Lehren und Thatsachen. C. F. Spittler und Comp., Baseö 1840 (google books).
- Betrachtungen über den physischen Weltbau, mit Beziehung auf die organischen, moralischen und unsichtbaren Ordnungen der Welt. Albert Scheurlen, Heilbronn 1852 (Digitalisat).